# ダッソー MD 315
ダッソー MD 315 フラマン
Dassault MD 312 Flamant of the Armée de l'Air at Basle, September 1977
- 用途：輸送機
- 製造者：ダッソー
- 運用者： フランス（フランス空軍）他
- 初飛行：1947年7月6日（MD 315）
- 運用開始：1948年
- 退役：1981年

ダッソー MD 315 フラマン（Dassault MD 315 Flamant）は、第二次世界大戦後間もなくダッソー社がフランス空軍向けに製造したフランスの小型双発輸送機である。

## 設計と開発
双発小型輸送機の設計作業は1946年に以前の8座連絡機の「マルセル・ブロック MB-30」の計画から発展した「MD 303」の名称で始まった。フランス空軍の植民地向け連絡機の要求に応えた設計の試作機「MD 303」は、Béarn 6D エンジンを装着して1947年2月26日に初飛行を行った。エンジンを換装した型が発注されボルドー＝メリニャックにある新しいダッソー社の工場で量産に入った。量産型はルノー 12Sエンジンを装着した双尾翼を持つ低翼単葉の首車輪式降着装置を持つ機体であった。
「フラマン」（Flamant、フランス語でフラミンゴ）と名付けられた主要な3つの型が生産された。「MD 315」（1947年7月6日初飛行）は10座の植民地連絡機、「MD 312」（1950年4月27日初飛行）は6座の輸送機、「MD 311」（1948年3月23日初飛行）は航法練習機であった。MD 311は爆撃と航法用の練習機という任務のために特徴あるガラス張りの機首を持っていた。

## 運用の歴史
最初のフラマンは1949年にフランス空軍に納入され、全ての型の納入は1953年に完了した。
この機種は操縦訓練、航法訓練、軽輸送、洋上哨戒、軽地上攻撃機として使用された。アルジェリア戦争ではノール SS.11とAS.11対戦車ミサイルや機関銃、爆弾、ロケット弾を装備して地上攻撃に使用された。アルジェリアの基地で当初操縦と航法訓練に使われていたフラマン MD 311は歴史上で有線誘導の対戦車ミサイルを使用した最初の航空機の1機となった。フランス陸軍のSS.11対戦車ミサイルが深い峡谷にある堅固に守られた洞窟を陥落させるための戦闘で実験的に使用された。1956年からはアルジェリア駐留フランス空軍の特殊部隊GOM.86で1機が使用された。SS.11を使用した攻撃は非常に有効であることが証明され、このミサイルを提供したフランス陸軍は後に世界最初のヘリコプター発射式の対戦車ミサイルに結実する実験を開始した。フラマンは1981年まで現役に留まった。フランス空軍に加えフラマンはカンボジア、マダガスカル、チュニジア、ベトナムでも使用された。

## 派生型

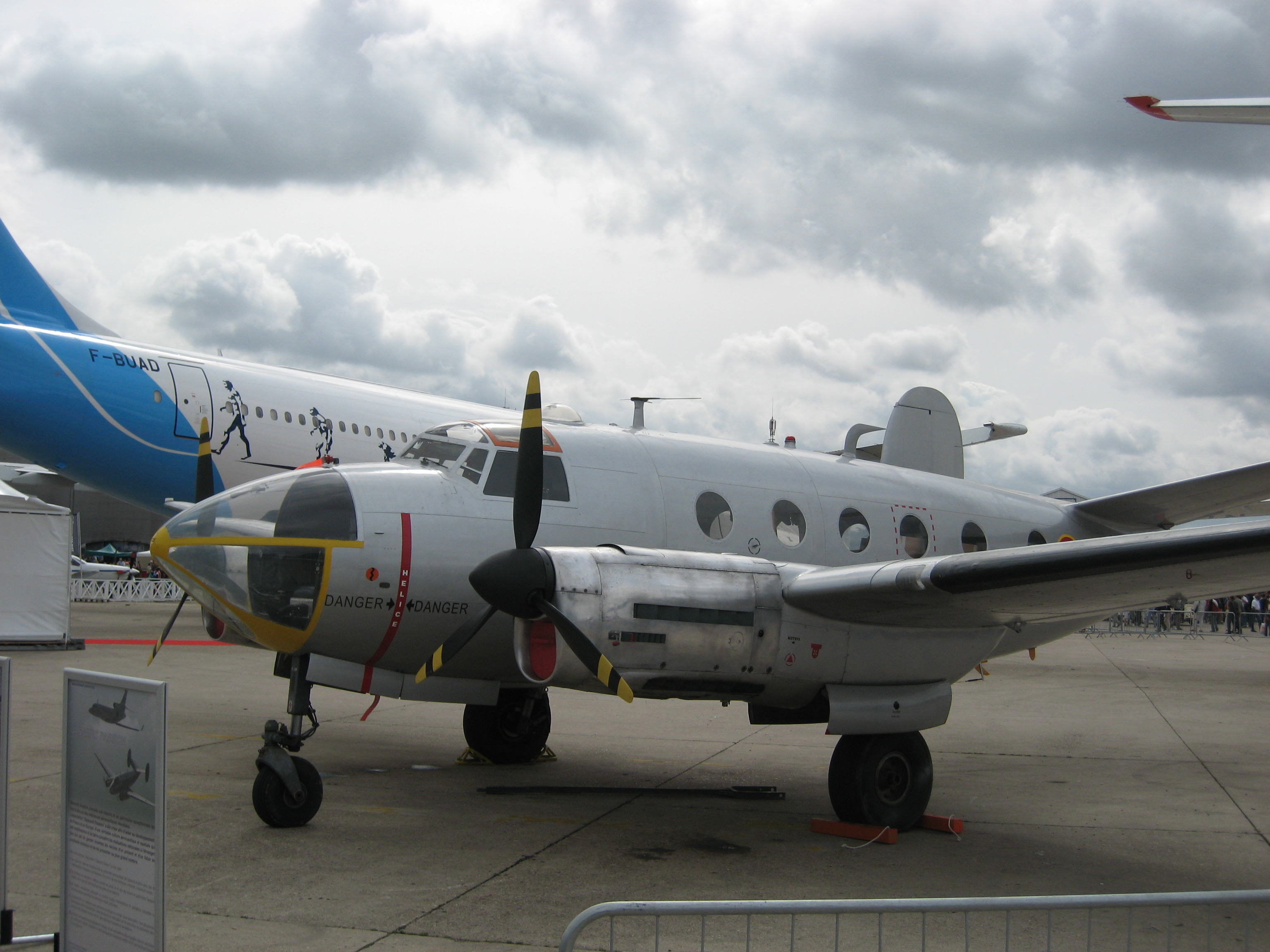
2007年度のパリ航空ショーでのダッソー MD 311 フラマン

MD 303
試作機、1機製造
MD 311
爆撃、航法、写真撮影用の練習機、39機製造
MD 312
6座の輸送、連絡機、142機製造
MD 312B
より大きな搭載量を持つ実験機、1機製造
MD 315
10座の多用途輸送機、137機製造
MD 316
820-hp (611-kW) のSNECMA 14X シュペール・マルス 星型エンジンを装着したMD 315、1機のみ
MD 316T
800-hp (597-kW) のライト R-1300-CB7A1 サイクロン 星型エンジンを装着し、通常の1枚式尾翼を持つ試作機、1機製造

## 運用
カンボジア
- カンボジア空軍 (MD 315)

 カメルーン
- カメルーン空軍 (MD 315)

 フランス
- フランス空軍 (MD 315, MD 312, MD 311)
- フランス海軍 (MD 312)

 マダガスカル
- マダガスカル海軍航空隊 (MD 315, MD 312)

 南ベトナム
- 南ベトナム空軍 (MD 312, MD 315)

 チュニジア
- チュニジア空軍 (MD 312)

## 要目
(フラマン)
- 乗員：2名
- 乗客：10名

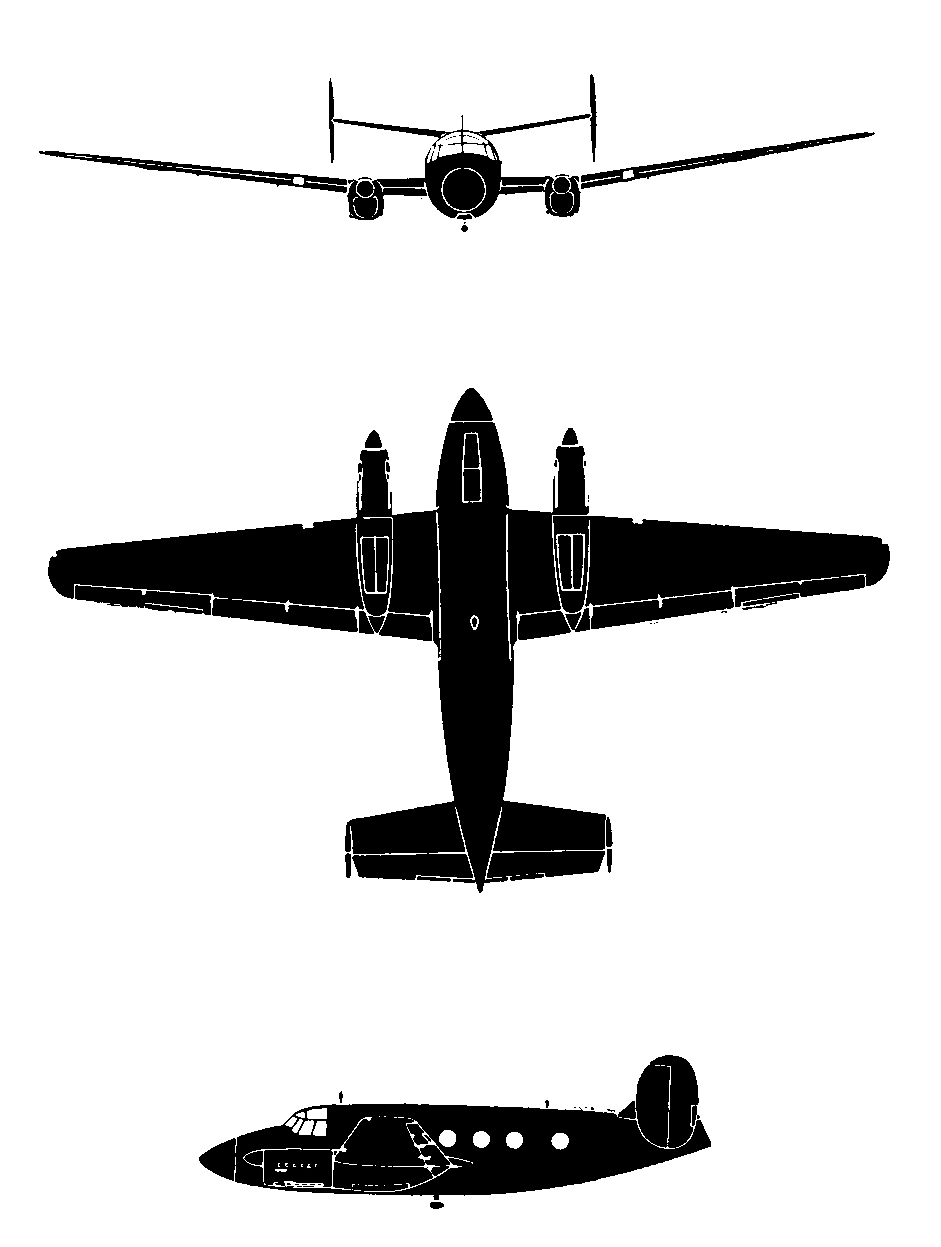
ダッソー M.D.315 フラマン

- 全長：12.50 m (41 ft 0 in)
- 全幅：20.68 m (67 ft 10 in)
- 全高：4.50 m (14 ft 9 in)
- 翼面積：47.2 m2 (508 ft2)
- 空虚重量：4,250 kg (9,370 lb)
- 最大離陸重量：5,800 kg (12,787 lb)
- 馬力重量比：147 W/kg (0.0897 hp/lb)
- エンジン：2 * ルノー 12S 02-201 レシプロエンジン、433 kW (580 hp)
- 最高速度：300 km/h (160 knots, 190 mph)
- 巡航高度：8,000 m (26,000 ft)
- 航続距離：1,215 km (656 nm, 755 km)